# Burnsville, West Virginia
Burnsville är en liten stad (town) i Braxton County den amerikanska delstaten West Virginia med en yta av 2,8 km² och en folkmängd, som uppgår till 481 invånare (2000). Burnsville har fått sitt namn efter stadens grundare John Burns.